# Kraje bałtyckie

Kraje bałtyckie na mapie Europy

Kraje bałtyckie – trzy państwa położone nad Morzem Bałtyckim: Litwa, Łotwa i Estonia. Zajmują one powierzchnię 175,1 tys. km², zamieszkuje je ok. 6,2 mln mieszkańców (2014).

## Podstawowe dane
| Państwo | Powierzchnia (km²) | Populacja (2017) | stolica (populacja) | PKB/osobę (2017) |
| ------- | ------------------ | ---------------- | ------------------- | ---------------- |
| Estonia | 45 226             | 1 315 635        | Tallinn (444 885)   | 31 800 USD       |
| Łotwa   | 64 589             | 1 953 200        | Ryga (639 630)      | 27 600 USD       |
| Litwa   | 65 300             | 2 827 947        | Wilno (542 664)     | 32 300 USD       |

Państwa te cechują liczne podobieństwa:
- kulturowe – ludy i języki niesłowiańskie odróżniające je od otaczających narodów, zobacz: języki bałtyckie: litewski i łotewski oraz język ugrofiński: język estoński, bliski krewny języka fińskiego. Ludy: Bałtowie (Litwini i Łotysze), Ugrofinowie (Estończycy). Bardzo silne wpływy kultur skandynawskiej i niemieckiej na Łotwie, a szczególnie w Estonii. Litwini są głównie katolikami, a Łotysze i Estończycy to w większości protestanci.
- historyczne: uzależnienie od sąsiednich państw, głównie: Szwecji, Danii, Rosji, Polski oraz niemieckich państw zakonnych oraz innych tworów państwowych rządzonych przez Niemców. Całe Łotwa i Estonia, a także niewielka część Litwy należały setki lat do niemieckojęzycznych państw zakonnych i innych niemieckojęzycznych państw. Niepodległe przed II wojną światową – Ententa Bałtycka, aneksja przez ZSRR w 1940 i okupacja radziecka, jako pierwsze ogłosiły niepodległość w 1991.
- polityczne: byłe republiki radzieckie, jako jedyne nie wstąpiły do Wspólnoty Niepodległych Państw, jedyne kraje byłego ZSRR będące w Unii Europejskiej i NATO, jedyne kraje byłego ZSRR należące do kultury zachodniej, wzrost tendencji nacjonalistycznych w latach 90. XX wieku – kontrowersyjne z punktu widzenia Rosjan prawa przyznające obywatelstwo i ustawy o ochronie języka w Estonii i Łotwie. W krajach tych występuje duża rosyjska mniejszość narodowa (przesiedlona tam w czasie ZSRR), nieznająca języków narodowych tych państw.

## Bałtowie
Mieszkańców wszystkich trzech krajów bałtyckich określa się niekiedy jako Bałtów, co z etnograficznego punktu widzenia nie jest poprawne, gdyż Estończycy są narodem ugrofińskim, a z wywodzącymi się z Indoeuropejczyków Bałtami (Litwinami i Łotyszami) mają niewiele wspólnego. Jednak nazwa ta używana jest w języku potocznym, także w stosunkach międzynarodowych czy literaturze.